# Erdwerk von Büdelsdorf
Das Erdwerk von Büdelsdorf LA 1 bei Rendsburg liegt in Schleswig-Holstein und ist eine Anlage, die während des Neolithikums entstand und zur nordeuropäischen „Monumentalarchitektur“ zählt und neben der Bezeichnung Erdwerk auch als Grabenwerk oder causewayed enclosure bezeichnet wird. Das Erdwerk Büdelsdorf LA 1 war stellenweise von vier konzentrischen Ringen mit aufwendig gestalteten Torbauten umgeben. Das Erdwerk besitzt eine lange und komplexe Nutzungsgeschichte. Anfangs und am Ende existierte das eigentliche Erdwerk. Im Inneren der Anlage wurde eine Siedlung freigelegt, die in einer Zwischenphase genutzt wurde, in der das Erdwerk vermutlich nicht benutzt wurde. Das Erdwerk bildet zusammen mit dem neolithischen Gräberfeld Borgstedt eine neolithische Kleinregion.

## Allgemeines
Generell sind Erdwerke ab dem mitteleuropäischen Frühneolithikum mit der Linearbandkeramischen Kultur vorhanden. Sie sind in der Regel von Gruben, Wällen und Palisaden umgeben. Neben ringförmigen Strukturen, wie die früh- und mittelneolithischen Kreisgrabenanlagen (z. B. Goseck), sind ab dem späten 5. Jahrtausend unförmige Befunde mit vielen Durchgängen zu finden – sogenannte causewayed enclosures. Die frühen Befunde gehören zum kulturellen Kreis der Michelsberger Kultur. Die Idee verbreitete sich sukzessive von Ostfrankreich über Südwestdeutschland, Mitteldeutschland und schließlich nach Norddeutschland und Südskandinavien.

## Lage
Der Fundplatz Büdelsdorf LA 1 liegt im Rand des heutigen Wohngebietes In den Hollerschen Anlagen. Er liegt nahe an der geomorphologischen Grenze der Jungmoräne des Östlichen Hügellandes sowie den ihr vorgelagerten Schmelzwassersandern. Der Fundplatz liegt nördlich der heutigen Stadt Rendsburg auf einem Geländesporn am Nordufer der Eider. Der Sporn ragt in den Fluss hinein und zur führt zu dessen Verengung. Der Sporn umfasst 6 ha, reicht hoch bis zu 17,5 m ü. NN und bildet den Abschluss einer Moränenzunge, die sich weit ins Eidertal vorschiebt. Im Norden bildet eine einst vermoorte Erosionsrinne eine natürliche Grenze. Der nordöstliche Bereich verfügt über keine natürliche Begrenzung.  Nördlich in etwa 800 m Entfernung sind Geländekuppen anzutreffen, auf denen das Gräberfeld Borgstedt liegt. Durch aktuelle Überbauung ist diese landschaftliche Situation dort nicht mehr gegeben – das Wohngebiet, ein Gehölz und Sport- und Freizeitanlagen überdecken den nördlichen Teil. Die 20.000 m² große archäologische Grabungsfläche stellt nur etwa ein Fünftel der Gesamtfläche dar.

## Forschungsgeschichte
In den 1950er Jahren durch einen Sammler entdeckt, wurden in den Jahren 1969–1974 großflächige Ausgrabungen des LVA durchgeführt. Die, den Sporn einhegenden Graben- und Palisadensysteme waren bis dato unbekannte Befunde, womit die Besonderheit des Fundortes rasch erkannt wurde. Eine kleine Nachgrabung erfolgte im Rahmen des DFG geförderten SPP 1400 im Jahre 2013, um stratigraphische Gesichtspunkte zu klären, wie die vertikale Positionierung des Fundmaterials und um organisches Probenmaterial für absolutchronologische Analysen zu gewinnen. Die elf Grabanlagen des nahegelegenen Gräberfeldes wurden zwischen 1973 und 1994 erforscht und dabei beinahe komplett ausgegraben. Vor der umfassenden Publikation 2016, wurden zahlreiche Bberichte zu den Grabungskampagnen publiziert.
Etwa gleichzeitig wurden die Erdwerke von Sarup I + II auf Fünen in Dänemark  entdeckt, aufgrund derer diese Befundgruppe in Dänemark „Sarupanlæg“ genannt wird. Inzwischen sind im Norden eine Anzahl von Erdwerken belegt.
Das Erdwerk Büdelsdorf LA 1 wurde im Rahmen des von der DFG geförderten und von Johannes Müller geleiteten Schwerpunktprogramms SPP 1400 „Frühe Monumentalität und soziale Differenzierung“, Teilprojekt „Monumentale Grabenwerke, nichtmegalithische und megalithische Grabbauten des Früh- und Mittelneolithikums in Schleswig-Holstein: Untersuchungen zu Baugeschichte, Datierung, Funktion und Landschaftsbezug der Kleinregionen Büdelsdorf und Albersdorf“ von Franziska Hage untersucht und umfassend publiziert.

## Befunde

### Siedlung
Die Ausdehnung der Siedlungsfläche wurde durch Begehungen ermittelt. Die Ausgrabungen haben etwa ein Fünftel des 5 ha messenden Siedlungsareals erfasst und dabei zahlreiche Befunde aufgedeckt. Neben den Gräben und anderen zum Grabenwerk gehörenden Befunden wurden zahlreiche Gruben im Inneren des Areals gefunden, die entweder Siedlungsgruben oder Pfostengruben darstellen. Letztere (353 Stück) lassen die Rekonstruktion von zehn Hausbefunden zu.
Diese wurden komplett oder teilweise ausgegraben. Sie sind fast ausschließlich nordost–südwestlich orientiert. Nur ein Hausbefund weicht hiervon markant mit einer nordnordwest–südsüdost Orientierung ab. Sie sind, soweit sich dies feststellen lässt, zwischen 25 und 36 m lang und 5 bis 6,4 m breit.
Die Büdelsdorfer Häuser stellen eine Mischform zwischen aus norddeutschen und südskandinavischen Fundstellen bekannten Häuser und die Elemente, die in Büdelsdorf kombiniert auftreten, passen zur Datierung der Siedlungsphase. Aufgrund ihrer architektonischen Attribute der Zweischiffigkeit, den rechteckigen Grundrissen und absidenförmigen (rundlichen) Abschlüssen auf mindestens einer der Schmalseiten besitzen die Büdelsdorfer Häuser Parallelen in frühneolithischen (FN II) Häusern der Typen der Typen Dagstorp I, Dagstrop II und Mossby. Drei der Häuser besitzen allerdings Wandgräbchen, wie es Häuser vom Typ Flögeln (Mittelneolithikum Nordwestdeutschland) und Limensgård (ausgehendes Mittelneolithikum Bornholm) charakterisiert. Die Befunde aus Büdelsdorf sind architektonisch somit zwischen Früh- und Mittelneolithikum zu stellen und dies passt zur Datierung der Siedlungsphase (3320–3250 v. Chr.). Mit ihren 140–220 m² besitzen die Büdelsdorfer Häuser relativ hohe Flächen (Vergleich: FN ø 100 m² und MN ø 150 m²).

### Grabenwerk
Das Grabenwerk Büdelsdorf LA 1 umfasst eine Fläche von 5,6 ha und ist aufgrund der Lage auf einem Geländesporn an der Eider nur von einer Seite zu erreichen. Hiervon zeugen zwei Eingänge im Nordosten und im Osten der Anlage. Es besteht aus drei umlaufenden Gräben, die vermutlich aus einzelnen Segmenten zusammengeschlossen sind. Die Gräben sind vor allem sog. Sohlgräbern und nur vereinzelt Spitzgräben. Sie sind 2–3,5 m breit und 1–2,5 m tief. Sie wurden mehrfach geöffnet und rasch wieder verschlossen. Zwischen den Gräben wurden Wälle (aus dem Aushub der Gräben) errichtet und Palisadenreihen installiert. Zudem sind zwei Doppelpalisadenreihen im inneren der Anlage belegt und im Eingangsbereich wurde ein massive Flankenpalisade errichtet (Hage 2016).

#### Phasen des Grabenwerkes
Es wurden insgesamt 108 14C-Datierungen vorgenommen. 34 Proben wurden auf dem Gräberfeld entnommen, 74 Messungen wurden 53 Befunden des Grabenwerkes und der Siedlung Büdelsdorf LA 1 entnommen.
Anhand der 14C-Daten in Bezug zu den architektonischen Elementen und ihrer relativen Abfolge (Umbauten und Umfunktionierungen des Grabenwerkes, Intermezzo der Siedlungsaktivität) sowie der Typochronologie der Gefäßkeramik konnte ein Phasenmodell aufgestellt werden. Dieses gliedert sich in vier Hauptphasen.
- Büdelsdorf 1a (3750–3650 v. Chr.) und Büdelsdorf 1b (3490–3380 v. Chr.): Grabenwerk 1.
- Büdelsdorf 2 (3320–3250 v. Chr.): Siedlung.
- Büdelsdorf 3 (3280–3220 v. Chr.): Grabenwerk 2.
- Büdelsdorf 4 (3120–3050 v. Chr.): Grabenwerk 3.

Mit Büdelsdorf 1a wurden die Segmente der drei umlaufenden Gräben erstmals ausgehoben. Die einzelnen Segmente wurden dabei zu den jeweiligen Gräben zusammengeschlossen, sodass diese am Ende durchgängig waren. Vor den Gräben wurden Wälle aufgeschüttet und mindestens eine Palisade wurde errichtet. Die Gräben wurden kurz nach ihrer Beendigung wieder zugeschüttet, aber vermutlich markiert.
Mit Büdelsdorf 1b wurden dieselben Grabensegmente erneut geöffnet. Die vermutete Markierung begründet sich darin, dass diese Gräben wiedergefunden wurden. Ebenso wurden die Gräben erneut aufgeschüttet und ebenso die Palisade erneuert oder neu errichtet. Auch die zweite Öffnung der Gräben bestand nur kurz.
Nach einem erneuten Hiatus von etwa einem Jahrhundert wurde die Siedlung Büdelsdorf 2 errichtet. Dieses Ereignis korreliert mit einer deutlichen Auflichtung des Waldes sowohl vor Ort als auch in der weiteren Region. Dies zeigen die Artenzusammensetzungen in den Pollenprofilen: Hochwaldarten gehen deutlich zurück, Offenlandanzeiger wie Spitzwegerich (Plantago lanceolata) hingegen steigen deutlich an. Ebenfalls lassen sich Pollen von Kulturpflanzen erkennen, die vom Ackerbau vor Ort zeugen.
Die Siedlung Büdelsdorf 2 war mehrphasig, wie sich schneidende Befunde offenbaren. Es ist dennoch mit einer Anzahl von 40 gleichzeitigen Häusern zu rechnen. Es liegen keine Hinweise dafür vor, dass das Grabenwerk während dieser Phase genutzt wurde.
In den Pollenprofilen ist zu erkennen, dass mit Büdelsdorf 3 eine Waldregeneration einher geht und weniger Kulturpflanzen im Umfeld angebaut wurden. Das Grabenwerk wurde hingegen monumental. Zwei der drei alten Gräben wurden wieder ausgehoben, allerdings weniger zielsicher anvisiert als in der ersten Sekundärphase (Büdelsdorf 1b). Die neuen Gräben waren bis zu 3 m breit und 2,5 m tief. Der innerste der alten Gräben wurde nicht ausgehoben, dafür wurde eine Pfostenreihe installiert, doch dies vermutlich nur halbmondförmig die halbe Anlage umfassend. Weiterhin wurde den Gräben zwei Doppelpalisaden vorgelagert, doch dies vermutlich nur im Eingangsbereich. Dort wurden zudem stabile Flankenpalisaden errichtet. Auch all diese Gräben waren nur kurz geöffnet, wie fehlende Nachweise von eingetragenen Flugsedimenten oder Rieselschichten (die aufgrund der instabilen Profile zu erwarten wären) demonstrieren.
Während Büdelsdorf 3 oder 4 wurde im Eingangsbereich eine Feuerstelle installiert und große Mengen Getreide verbrannt (s. u.). Weiterhin wurden in der Phase 4 wenige der Gräben wiedergeöffnet. Die Monumentalität der Phase 3, die durch die zahlreichen Palisaden und dem ausgebauten Eingangsbereich erzeugt wurde, wurde in dieser letzten Nutzphase nicht wieder erreicht.

## Funde
Bei den Ausgrabungen wurden viele Artefakte gefunden. Vor allem hunderttausende Silexartefakte, daneben zehntausende Keramikscherben.
Anhand der 33.591 in den Ausgrabungen erfassten Keramikscherben konnten 10.423 Gefäßeinheiten rekonstruiert werden. Das Verhältnis von knapp 3:1 demonstriert den hohen Zerscherbungsgrad und die sekundären Umlagerungen. Zum Vergleich diesen die Scherben des Gräberfeldes Borgstedt, die zumeist keinen sekundären Umlagerungen ausgesetzt waren. Die 11.045 Scherben des Gräberfeldes wurden zu 169 (65:1) Gefäßeinheiten zusammengefasst. Die rekonstruierbaren Gefäße sind zum allergrößten Teil Trichterrandgefäße. Hierunter fallen Schalen (68 %), Becher (24 %), Tonscheiben, Fruchtschalen, Amphoren, Löffel, Flaschen, Tüllennäpfchen und Krüge. Interessant sind zwei längliche, durchlochte Bruchstücke, die als Tüllennäpchengriffe angesprochen wurden, doch eventuell auch Tondrüsenfragmente darstellen.
Die Silexartefakte sind zumeist Trümmer und Abschläge. Weitaus seltener sind andere Grundformen wie Kerne und Klingen. An Geräten wurden die üblichen Artefakte gefunden: Auffällig ist die hohe Anzahl an Projektilen. In Büdelsdorf 1 wurden 607 Querschneider einer hohen formalen Diversität gefunden, wovon die Hälfte Schussfrakturen aufweist. Hierneben wurden nur acht flächig retuschierte, geflügelte (spätneolithische) Pfeilspitzen entdeckt. Es wurden nur 35 Beilklingen bzw. Beilklingenfragmente gefunden. Dies sind 16 dünnnackige Beile, zwei Kernbeile, zehn Scheibenbeile und sieben Flachbeile. Letztere sind aus Felsgestein gefertigt. Erstere vor allem aus auffallend hellem (weißen) Feuerstein, der nicht dem Spektrum der Alltagsgeräte (bläulich-gräulich) entspricht. Weiterhin wurde Fragmente von fünf Felsgesteinäxten (teilweise Streitäxte) gefunden. Wenige Silexdolchfragmente wurden gefunden und ein komplettes Artefakt des Typs VI nach Lomborg, was somit bronzezeitlich (Nordische Ältere Bronzezeit) datiert. Außerdem wurden wenige Bernsteinartefakte gefunden. Weiterhin wurden 30 Schleifsteine, acht Mahlsteine und zwölf Läufer gefunden. Daneben 446 Schlagsteine, die zusammen mit den abertausenden Silextrümmern und -abschlägen eine intensive Produktion vor Ort andeuten. Die meisten dieser Artefakte stammen aus der Siedlungsphase Borgstedt 3. Da die Anzahl an Geräten verhältnismäßig zu Produktionsabfällen auffallend gering ist, wurde die Siedlung eventuell beräumt.
Einige Einzelfunde sind erwähnenswert. So wurde eine Sandsteinplatte mit eingravierten Strichbündeln und eine weitere mit einem geometrischen Motiv (asymmetrisches Kreuz innerhalb einer Raute) gefunden. Ob dies neolithische oder bronzezeitliche Funde darstellen, ist nicht klar. Wären sie neolithisch, wären dies einmalige Funde für diese Epoche in Norddeutschland und Südskandinavien.

### Botanische Analysen
Ein auffallendes Ergebnis ist in der Nutzung der Getreide. Die Siedlung ist primär mit Gerste (Hordeum vulgare) assoziiert, das Grabenwerk hingegen primär mit Emmer (Triticum dicoccum). Die Nachweise stammen zum Großteil aus der Feuerstelle im Eingangsbereich (170 verkohlte Getreidekörner), wo es vermutlich rituell verbrannt wurde. Aus der gut gegrabenen Anlage Sarup auf Fünen wurde Emmer in rituellen Kontexten (Depot in Keramikgefäß) gefunden. Ansonsten wurden im Grabenwerk wesentlich weniger Pflanzenreste als in der Siedlung gefunden und dies sind vor allem Sammelpflanzen, so, wie es auch in Megalithgräbern zu beobachten ist. Allerdings ist die geringe Menge womöglich als zufälliger Eintrag bei den Feuerlegungen zu werten.

## Bedeutung des Grabenwerkes
Megalithgräber wurden wiederholt aufgesuchte Orte kleiner Gruppen und vermutlich für die kollektiver Erinnerung wichtig. Grabenwerke hingegen waren vermutlich wichtige Orte für Etablierung und die Erhaltung des kollektiven Zusammenhalts großer Gruppen. Wie den Berechnungen (s. o.) zu entnehmen, mussten Menschen aus einem weiten Umfeld für den Bau zusammenkommen und sehr viel Arbeit in die Errichtung investieren. Diese diente keinen profanen Zweck. Dies lassen aus anderen Anlagen (Grabenwerke) bekannte Deponierungen von Objekten vermuten und die Beobachtung, dass die Gräben nur sehr kurz offenstanden und schnell wieder beabsichtigt verfüllt wurden. Dieser enorme und kollektive Aufwand ist also sicherlich in Kontext kollektiver Zeremonien und Zusammenkünfte in regelmäßigen, aber großen zeitlichen Abständen zu werten. Hierauf verweisen die langen Zeiträume zwischen den einzelnen Phasen.
Die Lage des Grabenwerkes an der Eider wird sicherlich mit der Erreichbarkeit zusammenhängen. Dieses Flusssystem erfasst beinahe das gesamte Schleswig-Holstein in west–ost Ausdehnung. Interessanterweise war eines der wenigen weiteren Grabwerke Schleswig-Holstein (Albersdorf-Dieksknöll) vor dem Bau des Nord-Ostsee-Kanals ebenfalls an dieses Flusssystem angeschlossen, womit diese beiden Knotenpunkte miteinander vernetzt sind und maßgeblich die neolithische Verkehrsstruktur mitgestalteten. In nord–süd Richtung verläuft der zudem Ochsenweg, der bis in die Neuzeit genutzt wurde. Diese Verkehrsader nimmt in der Landschaft Platz zwischen der Jungmoränenlandschaft und den Sandern der Geest ein und umgeht die tiefen Einschnitte der Förden. Bronzezeitliche Grabhügel sind an diesem noch teilweise perlenschnurartig angelegt erhalten geblieben und zeigen, dass er in der Bronzezeit bereits genutzt wurde. Aus anderen Regionen ist bekannt, dass bronzezeitliche Wegesysteme aus neolithischen Traditionen stammen. Somit ist anzunehmen, dass dieser Weg auch im Neolithikum vorhanden und für den nord–süd Transfer sehr wichtig war. Büdelsdorf liegt somit am Knotenpunkt zweier bedeutenderer Wegesysteme.
Der Zusammenhang der Monumente vom Gräberfeld Borgstedt zum Grabenwerk wird durch die Orientierung der Langbetten deutlich, die fast alle in die Richtung des Grabenwerkes deuten.

## Bedeutung der Siedlung
Die Grabenwerkphasen werden um eine Siedlungsphase (3320–3250 v. Chr.) ergänzt und diese Siedlungsaktivitäten sind hervorzuheben. Generell sind mittelneolithische Siedlungen selten.
Im Kontext der Trichterbecherkultur existiert der Begriff der Siedlungskammern. Diese werden durch eine Zentral- und mehrere Satellitensiedlungen gebildet. Im Umfeld von ein bis zwei Kilometern um die Zentralsiedlung finden sich Gräber und Gräberfelder sowie die Ackerflächen. Im weiteren Umkreis von zwei bis zehn Kilometern wurde gejagt, gesammelt und gefischt und Satellitensiedlungen (temporäre Siedlungen für die besonderen Tätigkeiten) genutzt.
Ein solcher Komplex ist mit Büdelsdorf/Borgstedt zu Teil erfasst. Das Fehlen weiterer Siedlungsnachweise im Umkreis limitiert diese Annahme, doch wird dies vermutlich den Forschungsstand widerspiegeln. Potenzielle Siedlungen sind entweder noch nicht gefunden oder erkannt worden oder wurden bereits undokumentiert zerstört.
Die angenommenen bis zu 50 gleichzeitigen Wohnbauten zeugen bei einer konservativen Schätzung von etwa 400 Einwohnern. Mit Oldenburg-Dannau LA 77 liegt eine Siedlung in Schleswig-Holstein vor, die auch groß, aber bedeutend kleiner war. Diese wurde zudem wesentlich länger genutzt, während Büdelsdorf sehr kurz als Siedlung genutzt wurde.
In einem ähnlichen Zeitrahmen des FN II–MN II (ca. 3500–3100 v. Chr.) lassen sich in der Trichterbecherkultur, vor allem in der dänischen, vermehrt große Siedlungsagglomerationen beobachten. Dies kann einem Bevölkerungsanstieg geschuldet sein oder aber einen Zentralisierungsprozess darstellen. Die lose verstreuten, unzähligen kleinen Siedlungen wurden aufgegeben und es wurde für eine kurze Phase in großen Einheiten zusammengelebt. Hierfür können (auch) wirtschaftliche Aspekte als Ursache in Frage kommen, wie einer speziellen Nahrungsmittelverarbeitung oder Werkzeugherstellung. Auch die Möglichkeit, dass die große Siedlung kurzzeitig die Funktion des Grabenwerkes als Ort für kollektive Zusammenkünfte ersetzte erscheint plausibel.

## Bedeutung für die Forschung
Bereits in den Grabungen der 1960er und 1970er fiel die Besonderheit von Büdelsdorf LA 1 auf. Dieses war das erste bis dato bekanntgewordene Grabenwerk Schleswig-Holsteins. Mittlerweile sind mindestens vier Befunde bekannt (wie Albersdorf-Dieksknöll).
Die Ausgrabungen und die Aufarbeitung im Rahmen des von der DFG geförderten SPP 1400 haben wichtige Erkenntnisse geliefert. Vorher waren Siedlungen und Hausbefunde der Trichterbecherkultur sehr selten in Norddeutschland. Neben Oldenburg-Dannau LA 77 hat besonders Büdelsdorf LA 1 dazu beigetragen, den Datenbestand deutlich zu erhöhen bzw. zu erweitern, da hier bis dahin unbekannte Hausbefunde aufgedeckt wurden, die Elemente anderer Haustypen kombinieren (Dagstorp I, Dagstrop II, Mossby und Flögeln).